# Titu Liviu Maiorescu
Titu Liviu Maiorescu (Craiova, 15 febbraio 1840 – Bucarest, 18 giugno 1917) è stato un letterato, critico letterario, politico e glottologo rumeno.

## Biografia
Titu Liviu Maiorescu nacque in una famiglia della borghesia colta rumena. La madre Maria Popazu era sorella del vescovo ortodosso di Caransebeș, il padre Ioan, professore, era figlio di un contadino di Bucerdea Grânoasă (Transilvania) che nel 1850 si era trasferito in Austria; il padre aveva cambiato il cognome originario Trifu in Maiorescu per sottolineare una parentela con il linguista illuminista Petru Maior. Titu Livio ricevette una educazione cosmopolita: dopo gli studi primari e secondari a Brașov in Romania, studiò dal 1851 a Vienna laureandosi al Theresianum nel 1858; ottenne poi il dottorato a Gießen (Assia) e una laurea in filologia e filosofia alla Sorbona di Parigi.
Maiorescu ebbe un ruolo di primo piano nella cultura rumena sia per la sua vasta attività accademica e scientifica che per l'attività politica (fu ministro dell'istruzione). Nel dicembre 1862 divenne professore di storia romana all'Università di Iași, di cui nel 1863 divenne rettore. Sempre nel 1863 divenne professore di Filosofia all'Università di Iași e direttore della Scuola “Vasile Lupu” di Iași con l'incarico di insegnare Pedagogia, Grammatica rumena, Psicologia e Retorica. Maiorescu fu il fondatore della critica letteraria rumena, introducendo il criterio estetico, nel giudizio dell'opera d'arte, opponendosi all'orientamento della critica tradizionalista in auge all'epoca in Romania, imbevuta di temi nazionalistici, ma ritenuta da Maiorescu vuota e priva di fondamento scientifico. Nel 1866 fondò, con Petre P. Carp e Constantin Alexandru Rosetti, Vasile Pogor e altri, la società letteraria Junimea a cui seguì nel 1867 la fondazione dell'organo della società, la rivista Convorbiri literare (Conversazioni letterarie). In campo linguistico Maiorescu si oppose sia all'uso dell'alfabeto cirillico negli scritti in lingua rumena, sia all'ortografia etimologica propugnata da Timotei Cipariu, dando così un contributo fondamentale alla vittoria del sistema fonetico rumeno.
In giovane età divenne membro dell'Accademia rumena dalla fondazione (1866) e deputato nel 1870. Nel 1884 fu nominato professore all'Università di Bucarest e la sua casa divenne un importante cenacolo letterario nella capitale rumena. In politica, l'attività di Maiorescu fu rilevante: conservatore filotedesco assunse numerosi incarichi ministeriali; in particolare fu ministro degli esteri tra il 1910 e il 1914 e primo ministro tra il 1913 e il 1914. Come ministro degli esteri nel 1913 presiedette la Conferenza di pace di Bucarest che pose fine alla seconda guerra balcanica. Da primo ministro, essendo filo-tedesco, si batté per la neutralità della Romania nella prima guerra mondiale. Quando però, alla fine del 1916, le truppe della Germania occuparono Bucarest, Maiorescu rifiutò di collaborare con gli occupanti.

## Riconoscimenti
A Titu Maiorescu sono intitolate fra l'altro:
- l'Università Titu Maiorescu a Bucarest
- l'istituto di cultura rumeno Rumänische Kulturinstitut a Berlino[1]

## Opere (selezione)
- Einiges Philosophische in gemeinfasslicher Form (1861, Google books)
- Despre scriera limbii române (Scritti sulla lingua rumena, 1866, Google books)
- Poesia Rumână - Cercetare critică urmată de o alegere de poesii (Poesia rumena, Ricerca critica seguita da una scelta di poesie, 1867, Google books)
- În contra direcției de astăzi în cultura română (Contro l'orientamento attuale della cultura rumena, 1868)
- Direcția nouă în poezia și proza română (Nuova direzione nella poesia e nella prosa rumene, 1872)
- Comediile domnului Caragiale (Commedie del signor Caragiale, 1885)
- Eminescu și poeziile sale (Eminescu e le sue poesie, 1889)
- Povestirile lui Sadoveanu (Racconti di Sadoveanu, 1906)
- Poeziile lui Octavian Goga (Poesie di Octavian Goga, 1906)
- Discursuri parlamentare (Discorsi parlamentari)
- Retori, oratori, limbuți (Retorica, Oratoria, Lingua)
- Beția de cuvinte (Ubriacatura di parole)